# Juri Alexandrowitsch Neretin
Juri Alexandrowitsch Neretin (russisch Юрий Александрович Неретин, englische Transkription Yurii Neretin; * 2. Juli 1959 in Moskau) ist ein russischer Mathematiker.
Neretin studierte ab 1975 Mathematik an der Lomonossow-Universität, an der er 1980 seinen Abschluss machte und 1984 bei Alexander Alexandrowitsch Kirillow promoviert wurde (Dissertation (Russisch): Unitäre Darstellungen höchsten Gewichts der Virasoro-Algebra). Ab 1983 war er Assistenzprofessor, 1989 außerordentlicher Professor und 1992 Professor am Moskauer Staatlichen Institut für Elektronik und Mathematik (MIEM), was er bis 2001 war. Gleichzeitig lehrte er 1991 bis 2001 an der Unabhängigen Universität Moskau. 1992 habilitierte er sich (russischer Doktortitel) am Steklow-Institut (Über Darstellungen der Kategorie Riemannscher Flächen). 1995/96 war er am Max-Planck-Institut für Mathematik und ab 2001 war er am Erwin-Schrödinger-Institut für Mathematische Physik in Wien. Seit 2003 ist er an der Universität Wien.
Er befasst sich mit unendlich-dimensionalen Gruppen und deren Darstellungstheorie, symmetrischen Räumen, harmonischer Analysis, speziellen Funktionen, linearen Operatoren und mathematischer Physik und stochastischen Prozessen.
1992 war er eingeladener Sprecher auf dem Europäischen Mathematikerkongress in Paris (Mantles, trains and representations of infinite dimensional groups). 1989 erhielt er den Preis der Moskauer Mathematischen Gesellschaft (für Arbeiten zur Darstellungstheorie der Diffeomorphismengruppe des Kreises).
Er ist verheiratet und hat drei Kinder.

## Schriften (Auswahl)
- Categories of symmetries and infinite-dimensional groups, London Mathematical Society Monographs (New Series) 16,  Oxford, Clarendon Press, 1996.
- Lectures on Gaussian integral operators and classical groups. EMS Series of Lectures in Mathematics. European Mathematical Society (EMS), Zurich, 2011
- Representation theory and noncommutative harmonic analysis. I, Encyclopedia of Mathematical Sciences 22, Springer 1994, S. 157–234;
- Almost invariant structures and constructions of unitary representations of the group of diffeomorphisms of the circle.,  Soviet Math. Dokl., Band 35, 1987, S.  500–504.
- Holomorphic continuations of representations of the group of diffeomorphisms of the circle, Mat. Sb., Band 180, 1989, S.  635–657, 720.
- Plancherel formula for Berezin deformation of {\displaystyle L^{2}} on Riemannian symmetric space. 1999, Arxiv
- Herausgeber mit M., Olshanetsky, A. Rosly: Moscow seminar in mathematical physics. II. American Mathematical Society, 2007